# 第3独立強襲旅団 (ウクライナ陸軍)
第3独立強襲旅団（だい3どくりつきょうしゅうりょだん、ウクライナ語: 3-тя окрема штурмова бригада、略称：3 ОШБр）は、ウクライナ陸軍の旅団。第3軍団隷下で、キーウに旅団本部を置く。ロシアのウクライナ侵攻中のマリウポリの戦いでロシア連邦軍に降伏したアゾフ連隊元隊員を基幹に新編された。旅団長は初代アゾフ大隊長を努めたこともあるアンドリー・ビレツキー。

ウクライナ特殊作戦軍SSOアゾフ章

2023年9月、バフムート近郊の東部戦線でロシア軍第72独立自動車化狙撃旅団と交戦。大きなダメージを与えたことが報じられた。
2024年8月23日、ウォロディミル・ゼレンスキー大統領より、勇気と勇敢さに対する栄誉賞を授与された。
2025年3月、同旅団を基に第3軍団が創設され、アンドリー・ビレツキー旅団長が第3軍団長に就任したため、第1機械化大隊のヤロスラフ・レヴェネツ大隊長が旅団長に昇格した。

## 編制
2024年時点の編制は以下のとおりとなる。
- 旅団本部
- 本部管理中隊
- 第1強襲大隊
- 第2強襲大隊
- 第1機械化大隊
- 第2機械化大隊
- 第1歩兵大隊
- 第2歩兵大隊
- 戦車大隊
- 旅団砲兵群
- 対戦車大隊
- 防空大隊
- テラ隊
- ホーネット隊
- クリラ隊
- 偵察中隊
- 狙撃兵中隊
- 工兵大隊
- 兵站大隊
- 通信中隊
- 整備大隊
- レーダー中隊
- 衛生中隊
- ノヴァ技術センター

## 主要装備
第3独立強襲旅団の主要装備は以下のとおりとなる。
- T-72M
- T-90A
- M119
- 2S19
- AS-90
- バスティオン-01/02（ウクライナ語版）
- KS-19
- M113/M113AS4
- YPR-765
- BMP-1
- マックスプロ